# Moldova ved sommer-OL 2020
Moldova deltog under Sommer-OL 2020 i Tokyo som blev afviklet i perioden 23. juli til 8. august 2021.

## Medaljer
| 2020 Tokyo | Guld | Sølv | Bronze | Total |
| Moldova    | 0    | 0    | 1      | 1     |

### Medaljevinderne
| Moldova under sommer-OL 2020 i Tokyo | Moldova under sommer-OL 2020 i Tokyo | Moldova under sommer-OL 2020 i Tokyo | Moldova under sommer-OL 2020 i Tokyo | Moldova under sommer-OL 2020 i Tokyo |
| Medalje                              | Navn                                 | Sport                                | Event                                | Dato                                 |
| ------------------------------------ | ------------------------------------ | ------------------------------------ | ------------------------------------ | ------------------------------------ |
| Bronze                               | Serghei Tarnovschi                   | Kano og kajak                        | Mændenes C-1 1000 m                  | 7. august                            |